# Международна федерация на профсъюзите
Международната федерация на профсъюзите, известна още като Амстердамски интернационал на профсъюзите и Жълтия интернационал, е международно обединение на профсъюзите с реформистка идеология, съществувало до 1945.
Включва предимно профсъюзи от европейски страни. Опонира си с базирания в Москва Профсъюзен интернационал.
Създаден е през 1919 в Амстердам. По време на войната практически прекратява дейността си. Официално се саморазпуска през 1945 г.
Наследена е от Международната конфедерация на свободните профсъюзи през 1949 г.
До 1944 г. в Жълтия интернационал членува свързаният с БРСДП (ш.с.) български Свободен общ работнически синдикален съюз.